# Cahul
Cahul es una ciudad del suroeste de Moldavia, capital del distrito homónimo. Se cree que la ciudad de Cahul ha estado habitada desde hace muchos siglos, aunque ha tenido varios nombres —el nombre Scheia fue documentado en 1502 y el de Frumoasa en 1716.
La localización de la ciudad la ha convertido en escenario de múltiples batallas por parte de varios ejércitos, al haber sido disputada por países como Moldavia, Rusia, Turquía. La ciudad fue considerada parte de Rusia de 1812 a 1856, luego de Moldavia (1856-1878), más tarde rusa (1878-1920), luego de Rumania (1920-1940), más tarde de la Unión Soviética (1940-1991), y finalmente Moldavia (1991 hasta hoy).
Aparte de las batallas, Cahul también es conocida por sus spa termales y por su festival de música folclórica, el Nufărul Alb («nenúfares blancos»).

## Demografía
| Gráfica de evolución de Cahul entre 1878 y 2014 |
|                                                 |

## Galería

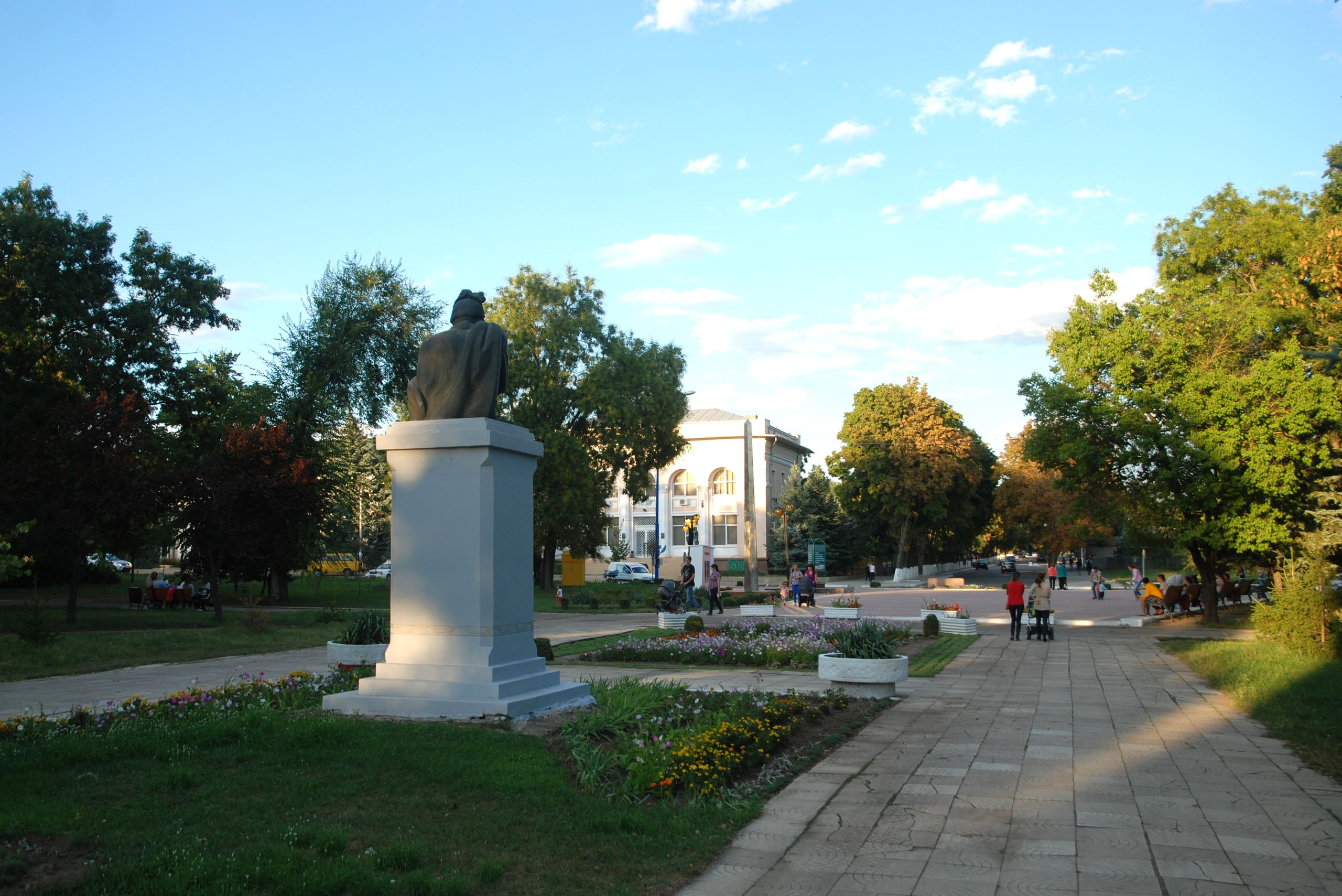
Park Cahul